# Lipska Góra
Lipska Góra (625 m n.p.m.), lub Smolikowa Góra – góra w Grupie Żurawnicy w Beskidzie Małym. W regionalizacji fizycznogeograficznej Polski według Jerzego Kondrackiego zaliczany jest do Beskidu Małego, w nowszej regionalizacji z 2018 roku do Pasm Pewelsko-Krzeszowskich.
Nazwa góry pochodzi od należącego do Suchej Beskidzkiej przysiółka Lipie u północnych podnóży góry. Dość rozległy masyw Lipskiej Góry leży na południe od głównego grzbietu pasma, ok. 2 km na południowy wschód od Gołuszkowej Góry, z którą łączy się przez płytkie siodło przełęczy Lipie. Od południa masyw ogranicza dolina Stryszawki, od zachodu – dolinka jej lokalnego dopływu, natomiast od wschodu i północy – dolina Błądzonki. Stoki Lipskiej Góry opadające ku tej ostatniej dolinie są stosunkowo zwarte i jednolite, natomiast stoki przeciwne – bardziej rozczłonkowane. Cały masyw jest porośnięty lasem, jednak podnóża zajmują pola uprawne i pastwiska, które lokalnie wspinają się wysoko pod szczyt, wokół którego las również jest przerywany szeregiem polan.
Szczyt Lipskiej Góry, stoki południowo-wschodnie, południowe i wschodnie należą do miasta Sucha Beskidzka, stoki północno-wschodnie do wsi Zembrzyce – obydwie miejscowości są w województwie małopolskim, w powiecie suskim. Przez szczyt Lipskiej Góry przebiega szlak turystyczny. Z polan podszczytowych rozciągają się interesujące widoki, głównie na Pasmo Jałowieckie, Pasmo Policy i Babią Górę na południu.
Na niektórych mapach w masywie Lipskiej Góry wyróżniany jest jeszcze szczyt Korczakowa Góra (534 m), nie jest to jednak samodzielny szczyt, a tylko załamanie grzbietu.
Szlaki turystyczne
 Sucha Beskidzka (dworzec PKP) – Lipska Góra – przełęcz Lipie – Gołuszkowa – Carchel – Żurawnica – Krzeszów.

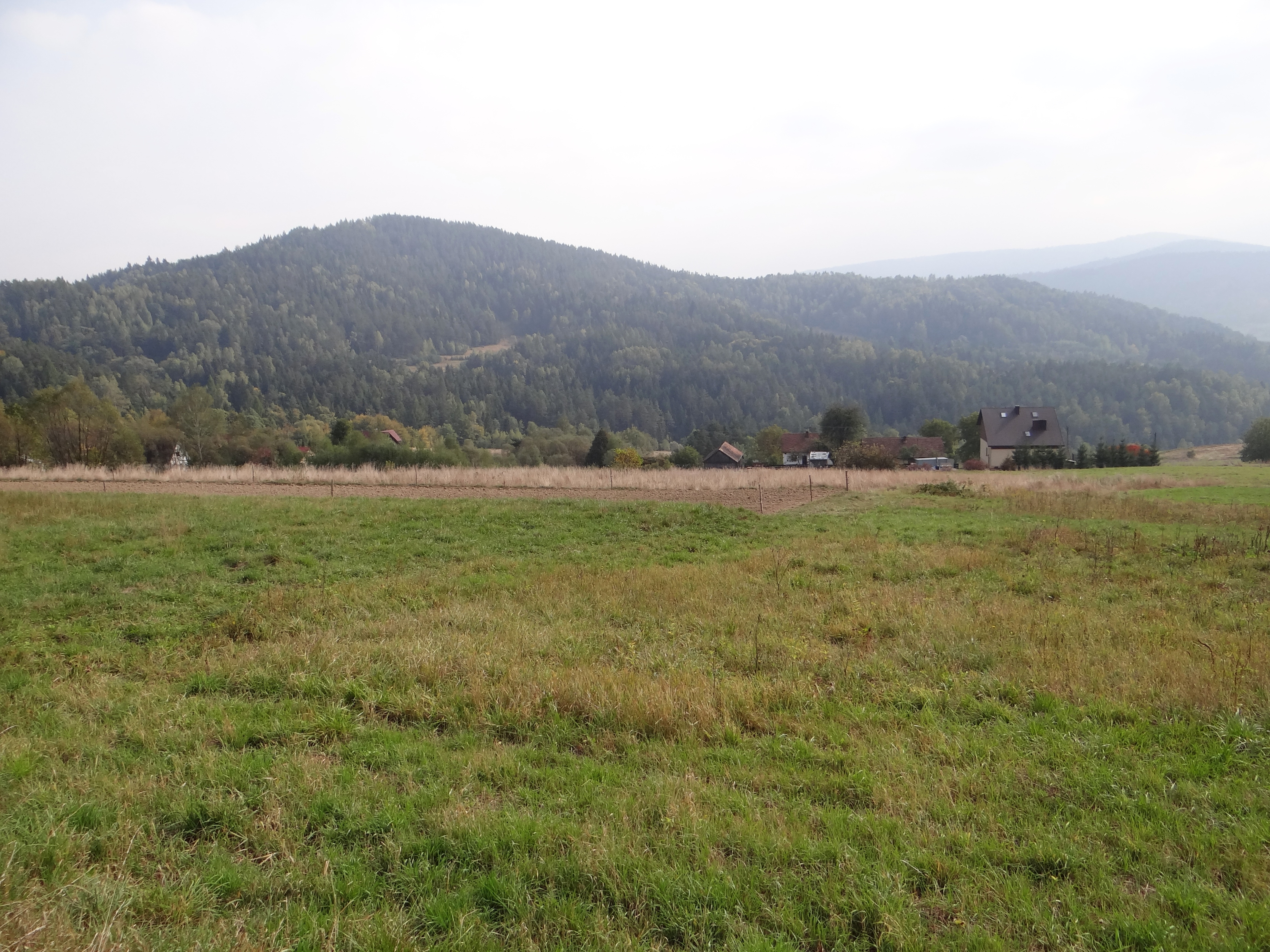
Widok na Lipską Gorę od północnego zachodu